# Зловісний місяць
«Зловісний місяць» (англ. Bad Moon) — американський фільм жахів 1996 року.

## Сюжет
На північному заході Канади, серед дрімучих лісів, ночами, коли сходить зловісно-багряний місяць, настає жах. Люте чудовисько, напівзвір-напівлюдина, виходить на полювання за своїми жертвами. У тих же краях в мальовничому і відокремленому місці проживають у своєму сімейному особняку Джанет зі своїм десятирічним сином Бреттом і вівчаркою Тором. Їх відвідує Тед Харрісон, брат Джанет, за професією фотокореспондент-натураліст. До цього він довго був відсутній, працюючи за контрактом в Південно-Східній Азії. Джанет зауважує, що він сильно змінився і взагалі став дивним і потайним. Для неї стає відкриття, що її брат і є страшний монстр-перевертень, що кожну ніч зі сходом місяця перетворюється на дикого звіра.

## У ролях
- Меріел Хемінгуей — Джанет
- Майкл Паре — дядя Тед
- Мейсон Гембл — Бретт
- Кен Поуг — шериф Дженсон
- Хротгар Метьюз — Флопс
- Джоанна Лебовіц — Марджорі
- Гевін Бур — лісничий
- Джулія Монтгомері Браун — репортер
- Прімо — Тор
- Кен Кірзінгер — Перевертень